# زبان آلاباما
آلاباما (که همچنین به نام آلیبامو نیز شناخته می‌شود) یک از زبان‌های بومی آمریکا است که توسط قبیلهٔ آلاباما-کوشاتا در تگزاس بدان سخن گفته می‌شود. آلاباما یک زبان موسکوگی است و باور بر این است که به زبان‌های موکلاسا و تاسکوگی که منقرض شده‌اند مربوط است.

## آواشناسی

### واج‌ها
در زبان آلاباما چهارده واج همخوان وجود دارد:
|            | لبی | لبی | لثوی | لثوی | پسالثوی/ کامی | نرم‌کامی | چاکنایی |
| ---------- | --- | --- | ---- | ---- | ------------- | ------- | ------- |
| بینی       | m   | m   | n    | n    |               |         |         |
| متوقف کردن | p   | b   | t    | t    | tʃ            | k       |         |
| اصطکاکی    | f   | f   | s    | ɬ    |               |         | h       |
| تقریبی     | w   | w   | l    | l    | j             |         |         |

### حروف صدادار
در زبان آلاباما سه نوع حرف صدادار وجود دارد، /i o a/. طول واکه مشخص است.